# Flensborg Havnebane
Flensborg Havnebane er en 4,5 km lang ensporet banestrækning, der blev anlagt i 1854. Strækningen går fra Flensborg station via banedæmningen til Havnespidsen, hvor den forgrener sig i to baner på vest- og østbredden. Havnebanen i Flensborg var en af de første danske havnebaner. Den blev bygget for at transportere kvæg fra handelsskibene i Flensborg Havn med toget til Husum (→Sydslesvigske Jernbane) og derfra videre til England. Byens første banegård ved Havnespidsen fik derfor betegnelsen den engelske banegård, den 1857 byggede og 257 m lange jernbanebro ud i Flensborg Havn blev kaldt den engelske bro. Den engelske banegård i nærheden af Havnespidsen blev indviet den 25. oktober 1854 under tilstedeværelse af kong Frederik 7. Havnebanen på fjordens vestside blev senere forlænget til værftområdet i Nordstaden. Den engelske banegård i midtbyen blev dog få år senere revet ned til fordel for den nye banegård i Sydstaden.
I 1972 blev banedriften for størstedelen nedlagt, dog med jævne mellemrum kørte der veterantog på strækningen. På den vestlige havnebane var der også med mellemrum godstrafik til cirka 2002. I 2014 blev sporet på strækningens vestlige del delvis asfalteret og dermed gjort ubrugelig.